# 劉一正
劉一正（1492年—？），字體道，號竹門，山西平陽府蒲州人，民籍，明朝政治人物。

## 生平
山西鄉試第二十五名舉人。正德十二年（1517年）中式丁丑科會試第三百三十五名，登第三甲第三十二名進士。都察院观政。授扬州府推官，升兵部主事，历官吏部验封司署员外郎主事，嘉靖七年（1528年）十月升陕西按察司副使，擒陕西妖贼张文等，晋本省参政。

## 家族
曾祖劉信；祖父劉淳，曾任義官；父劉鉶，母郭氏；繼母張氏。